# Miguel Wilken
Miguel Wilken (né le 23 novembre 1985 à San Isidro) est un athlète argentin spécialiste du sprint. 

## Biographie
Miguel Wilken a battu à deux reprises le record argentin du relais 4 × 100 m.

### Palmarès
| Date | Compétition                    | Lieu         | Résultat | Épreuve   | Performance   |
| ---- | ------------------------------ | ------------ | -------- | --------- | ------------- |
| 2007 | Championnats d'Amérique du Sud | São Paulo    | 3e       | 4 × 100 m | 39 s 91       |
| 2008 | Championnats ibéro-américains  | Iquique      | 2e       | 4 × 100 m | 40 s 28       |
| 2009 | Championnats d'Amérique du Sud | Lima         | 3e       | 4 × 100 m | 40 s 76       |
| 2009 | Championnats d'Amérique du Sud | Lima         | 3e       | 4 × 400 m | 3 min 11 s 70 |
| 2011 | Championnats d'Amérique du Sud | Buenos Aires | 3e       | 4 × 400 m | 3 min 13 s 30 |